# Wilhelm Drumann
Wilhelm Karl August Drumann (né le 11 juin 1786 à Danstedt près de Halberstadt; mort le 29 juillet 1861 à Königsberg) est un historien allemand.

## Biographie
Drumann étudie la théologie et la philosophie à l’Université de Halle, soutient sa thèse de doctorat en 1810 à Helmstedt puis enseigne au Pädagogium de la Fondation Francke. Il soutient sa thèse d'habilitation en histoire ancienne en 1812 à l’Université de Halle. Nommé professeur extraordinaire de l’Université de Königsberg en 1817, il y obtient trois ans plus tard un poste de bibliothécaire avant de devenir professeur titulaire en 1821. 
Son travail le plus important est une monumentale histoire de Rome en six volumes, dans sa transition de la République à la forme monarchique, ou : Pompée, César, Cicéron et leurs contemporains.
En plus de son histoire romaine, Drumann écrit une histoire au pape Boniface VIII.

## Ouvrages
- avec Paul Groebe: Geschichte Roms in seinem Übergang von der republikanischen zur monarchischen Verfassung, oder : Pompeius, Caesar, Cicero und ihre Zeitgenossen. 6 volumes. Kœnigsberg 1834-1844 (2e éd. Leipzig 1899-1929; réimpr. éd. Olms, Hildesheim 1964)
- Geschichte Bonifacius VIII.. 2 volumes. Kœnigsberg 1852.
- Die Arbeiter und Communisten in Griechenland und Rom. Kœnigsberg 1860 (réédition: Amsterdam 1968)
- Versuch einer Geschichte des Verfalls der griechischen Staaten. Berlin 1820, in der Nicolaischen Buchhandlung.
- Historisch-antiquarische Untersuchungen über Aegypten oder die Inschrift von Rosette. Kœnigsberg 1823.